# Stenospermation mathewsii
Stenospermation mathewsii är en kallaväxtart som beskrevs av Heinrich Wilhelm Schott. Stenospermation mathewsii ingår i släktet Stenospermation och familjen kallaväxter.

## Underarter
Arten delas in i följande underarter:
- S. m. mathewsii
- S. m. stipitatum